# Шабан Мустафа
Шабан Мустафа е български маратонец и планински бегач, състезател от клуб „Шампион Сунгурларе“. Един от най-успешните български планински бегачи и маратонци, с победи в множество планински маратони в и извън България.

## Биография
Шабан Мустафа е роден в Сунгурларе на 16 юли 1978 г. 
Спортният му път тръгва от Карнобат през 1995 г., като потенциала му за лекоатлет открива треньорът Марин Николов. Победител е на Софийския маратон през 2012 г., постига четвърто място на Световното първенство по планинско бягане на дълга дистанция на маратона „Цермат“ в Швейцария през 2015 г. Той е единственият български състезател, успял да спечели маратона „Юнгфрау“ в Швейцария на 12 септември 2015 г. с време от 3:02:36ч.
Мустафа е двукратен световен шампион по планинско бягане от 2016 г. и от 2023 г.
През 2023 г. печели планинския маратон Davos X-Trails в швейцарските Алпи.
Към 2023 г. девет пъти е побеждавал в планинското бягане „Витоша Рън" (дистанция от НДК до Черни връх (2 290 m) и денивелация от 1 734 m.
Най-добрите му персонални постижения са на 5000 метра (15:15.65 ч., Сливен, 12 юни 2011 година), полумаратон (1:07:57 м, Нова Загора, 10 април 2010 година), маратон (2:24:39 ч, Подгорица, Черна гора, 1 ноември 2009 година) и 3000 метра в зала (09:04:48 ч, Добрич, 15 февруари 2015 година).